# Theodosios Zygomalas
Theodosios Zygomalas (griechisch Θεοδόσιος Ζυγομαλάς, * 1544 in Nauplion; † 1607) war ein Gelehrter, Philologe, Handschriftenkopist und Würden- bzw. Amtsträger des ökumenischen Patriarchats von Konstantinopel.

## Leben
Theodosios wurde als Sohn des Johannes Zygomalas in Nauplion geboren. Ausgebildet wurde er von seinem Vater, der seinerseits Gelehrter war und in Italien studiert hatte. 1555 zog die Familie nach Konstantinopel um, wo der Vater bereits Laienwürdenträger war, eine Tätigkeit als Redner des ökumenischen Patriarchats ausübte und gleichzeitig klassisches Griechisch lehrte. 1564 ist Theodosios zum ersten Mal als Notar des Patriarchats und als Handschriftenkopist bezeugt. 1574 wurde er zum Protonotar (Hauptnotar) befördert. 1591 schließlich wurde er zum „Dikaiophylax“ (Wächter der Rechte) ernannt, einem hohen Amt in der Patriarchatshierarchie. Bereits zu seinen Lebzeiten wurde er relativ bekannt dank seiner langjährigen Korrespondenz und 25-jährigen Freundschaft mit dem deutschen Humanisten Martinus Crusius (Martin Kraus), Professor für Griechische und Lateinische Philologie an der Universität Tübingen. Dieser notierte in seinem Tagebuch alle Informationen, die ihm Theodosios über die Griechen seiner Zeit, ihre Gewohnheiten, ihr alltägliches Leben, ihre Vergangenheit und ihre Volkssprache schrieb. Eine große Anzahl davon wurde in seinen Büchern abgedruckt, insbesondere in den „Turcograeciae libri octo“ (Basel, 1584).
Auch Dank dieser Informationen von Theodosios und ihrer Veröffentlichung durch Crusius begann sich das Interesse der Europäer für die Griechen in dieser Zeit zu entwickeln. Sie betrachteten sich verstärkt als Nachkommen der alten Griechen und der Byzantiner: die intellektuelle und ideologische Strömung, die unter dem Namen „Philhellenismus“ bekannt wird, entwickelte sich. Auf Anregung von Crusius übersetzte Theodosios einige Texte aus dem Volksgriechischen, wodurch das gesprochene Griechisch in Europa bekannt wurde. Bei einem Besuch einiger westlicher Humanisten in Konstantinopel lernte er unter anderen die Deutschen Johannes Löwenklau (oder Leunclavius), die Pastoren Stephan Gerlach und Salomon Schweigger sowie auch den Franzosen Philippe du Fresne-Canaye, den Holländer George Douza und den Polen Andrea Taranowski kennen. Sein Anteil am Austausch theologischer Thesen und an den Annäherungsversuchen zwischen den evangelischen Theologen aus Tübingen und dem Patriarchen Jeremias II. Tranos scheint jedoch, wie der seines Vaters auch, nicht entscheidend gewesen und jedenfalls begrenzt geblieben zu sein.
Theodosios starb wahrscheinlich während der Pestepidemie von 1607 in Konstantinopel. Seine zahlreichen Kinder verstreuten sich auf teilweise weit von Konstantinopel entfernte Gebiete. Im 20. Jh. befanden sich noch Nachkommen auf Chios und auch heute noch überall in Griechenland, Europa und Amerika.

## Seine echten Schriften
- eine Politische Geschichte Konstantinopels von 1391 bis 1578;
- ein langer Brief vom 7. April 1581 an Crusius (Digitalisat);
- Thematoepistolae, (zweisprachige Briefe bzw. Übungen, hochsprachlich und Volksgriechisch);
- eine Paraphrasis des byzantinischen Romans Stefanites et Ichnelates in Volkssprache;
- eine Paraphrasis der byzantinischen Rechtscompendiums Synopsis minor (zwischen 1586 und 1590);
- eine Paraphrasis der Hexabiblos von Konstantinos Harmenopoulos (Sammlung byzantinischer Gesetze, um 1605; Erstausgabe in Vorbereitung in Athen);
- eine Liste der Würden („offikia“) des Patriarchates;
- Handschriftenkataloge öffentlicher und privater Bibliotheken von Konstantinopel;
- zahlreiche Briefe (Edition in Vorbereitung in Wien);
- eine Reisebeschreibung der Ägäis;
- eine Beschreibung des Berges Sinai und eine des Berges Athos (mit Karten, die er selbst gezeichnet hat).